# Schlagschatten (Album)
Schlagschatten ist das zweite Studioalbum der Kölner Rockband AnnenMayKantereit. Es wurde am 7. Dezember 2018 unter dem Label Vertigo Berlin von Universal u. a. als CD, LP und MP3 veröffentlicht. Wie bei den Alben zuvor auch lud die Band Live-Versionen vieler Songs vor der Album-Veröffentlichung auf YouTube hoch.
Es war eine Tour zu dem Album geplant, die am 31. Januar 2019 in Mannheim startete.
Zur Entstehungsgeschichte des Albums gab die Band mittlerweile zahlreiche Interviews und es existiert auch eine Videodokumentation dazu.

## Inhalt
Im ersten Track des Albums, Marie, geht es um den Verlust einer Person und dessen Verarbeitung. Die Band zitiert dabei die erste Strophe des Rilke-Gedichts Der Panther Wort für Wort. In meinem Bett ist ein eher ruhiges Lied, in dem eine Person in eine andere Person verliebt ist und am liebsten mit ihr den ganzen Tag zu Hause verbringen möchte, während in Ich geh heut nicht mehr tanzen eine Person keine Lust hat auf eine Feier zu gehen und stattdessen den Abend alleine zuhause verbringt und versucht die eigene Einsamkeit durch Alkohol und Drogen zu vergessen. In Weiße Wand werden indirekt Probleme in Deutschland angesprochen mit dem Vorwurf, dass sich jeder um sich selbst kümmere, statt die Probleme anzupacken. In Schon krass geht es um Probleme mit Drogensucht und darum, wie diese das Leben verändert. Ein Song mit dem gleichen Titel wurde schon auf dem Debütalbum AMK veröffentlicht, ist aber ein anderes Stück.

## Titelliste
1. Marie – 3:29
2. Nur wegen dir – 3:01
3. In meinem Bett – 4:05
4. Ich geh heut nicht mehr tanzen – 4:32
5. Freitagabend – 2:47
6. Weiße Wand – 3:00
7. Hinter klugen Sätzen – 3:37
8. Sieben Jahre – 5:09
9. Jenny Jenny – 3:32
10. Alle Fragen – 5:04
11. Du bist anders – 3:49
12. Schon krass – 4:11
13. Vielleicht Vielleicht – 3:28
14. Schlagschatten – 3:42

## Rezension
Der Titel Marie wird als Auftakt zum neuen Album beschrieben, in dem sich erkennen lasse, dass die Band ihrem originalen Sound treu geblieben sei, sich jedoch „sogar ein wenig wilder und kaputter als vor zwei Jahren“ anhöre. Die Stimme von Sänger Henning May schaffe es immer noch, „seine Zuhörer zum Nachdenken, Weinen, Mitschreien oder verständnisvollem Grinsen“ zu bringen.
Aufgrund größerer Lebenserfahrung sei die Band „reifer“ und die „Zeilen eher dunkler als heller“ geworden, was man auch in Marie hören könne. Man könne sich die Band „noch immer gut auf einer Veranda sitzen[d], im Garten [am] Lagerfeuer“ vorstellen.
Der Song Du bist anders wurde zusätzlich in einer kölschen Version aufgenommen und u. a. auf Youtube veröffentlicht.

## Kommerzieller Erfolg

### Chartplatzierungen
| ChartsChartplatzierungen | Höchstplatzierung | Wochen |
| ------------------------ | ----------------- | ------ |
| Deutschland (GfK)        | 2 (114 Wo.)       | 114    |
| Österreich (Ö3)          | 3 (103 Wo.)       | 103    |
| Schweiz (IFPI)           | 10 (64 Wo.)       | 64     |

| ChartsJahrescharts (2019) | Platzierung |
| ------------------------- | ----------- |
| Deutschland (GfK)         | 7           |
| Österreich (Ö3)           | 33          |
| Schweiz (IFPI)            | 47          |

| ChartsJahrescharts (2020) | Platzierung |
| ------------------------- | ----------- |
| Deutschland (GfK)         | 75          |
| Österreich (Ö3)           | 59          |

### Auszeichnungen für Musikverkäufe
| Land/Region        | Auszeichnungen für Musikverkäufe (Land/Region, Auszeichnung, Verkäufe) | Verkäufe |
| ------------------ | ---------------------------------------------------------------------- | -------- |
| Deutschland (BVMI) | Platin                                                                 | 200.000  |
| Insgesamt          | 1× Platin ·                                                            | 200.000  |